# Uniunea Africii de Sud
Uniunea Africii de Sud este statul predecesor al Republicii Africa de Sud. Existența Uniunii Africii de Sud a început pe 31 mai 1910, după ce coloniile separate din regiune s-au unificat (Colonia Capului, Colonia Natal, Colonia Transvaal și Colonia Râului Orange). Aceasta includea teritoriile fostelor republici bure (Republica Sud-Africană și Statul Liber Orange).
După primul război mondial, Uniunea Africii de Sud a fost semnatară a Tratatului de la Versailles și a devenit unul dintre membrii fondatori ai Societății Națiunilor. I s-a conferit administrarea Africii de Sud-Vest (acum cunoscută sub numele de Namibia) sub mandat primit de la Societatea Națiunilor. A devenit tratată în majoritatea aspectelor ca o altă provincie a Uniunii, dar niciodată nu a fost anexată oficial.
Ca și Canada și Australia, Uniunea Africii de Sud a fost un dominion autonom a Imperiului Britanic. Suveranitatea sa deplină a fost confirmată prin Declarația Balfour din 1926 și Statutul de la Westminster din 1931. Țara era guvernată sub o formă de monarhie constituțională, monarhia fiind reprezentată de un guvernator general. Uniunea a luat sfârșit odată cu adoptarea Constituției din 1961, prin care a fost transformat în republică și a părăsit Comunitatea Națiunilor. De atunci, țara este cunoscută până în prezent ca Republica Africii de Sud.

## Constituția

Pavilionul civil roșu al Uniunii era de facto steagul național între 1912 și 1928, și steagul ale marinei comerciale până in 1951.

Pavilionul civil albastru al Uniunii era steagul folosit în străinătate și de misiunile diplomatice între 1912 și 1928.

### Principalele caracteristici

Provinciile Uniunii

Spre deosebire de Canada sau Australia, Uniunea Africii de Sud era mai degrabă un stat unitar, nu o federație. Parlamentele coloniilor devenite provincii au fost desființate și înlocuite cu consilii provinciale.  A fost creat un parlament bicameral, cu membrii aleși în special din rândul minorității albe. Legea electorală din Uniune s-a schimbat de mai multe ori, de cele mai multe ori numai pentru a apăra interesele partidelor la putere.

### Capitalele
Date fiind neînțelegerile cu privire la capitala Uniunii, a fost realizat un compromis – fiecare provincie să aibă câte un oraș care să avea să beneficieze de anumite caracteristice ale unei capitale. Astfel, administrația avea să aibă sediul la Pretoria (Transvaal), Parlamentul urma să fie plasat la Cape Town (Cape), Curtea de Apel urma să aibă sediul în Bloemfontein (Orange), iar orașul Pietermaritzburg (Natal) a primit compensații financiare. Acest aranjament este valabil până în ziua de azi, cu excepțiile notabile ale Curții Constituționale, Comisiei pentru Drepturile Omului (cu sediul în Johannesburg), ale Curții Supreme de Apel și a Comisiei pentru Servicii Judiciare (cu sediul în Bloemfontein).

### Relațiile Uniunii cu Regatul Unit
Uniunea a rămas sub autoritatea coroanei britanice cu statul de dominion al Imperiului Britanic cu un anumit grad de autoguvernare. După votarea Statutului de la Westminster din 1931, Uniunea a primit un statut egal cu alte teritorii aparținând Regatului Commonwealthului, iar Regatul Unit a încetat să mai emită legi cu aplicare în Uniunea Africii de Sud. Din acest moment, din punct de vedere legal, coroana sud-africană a fost separată de cea britanică, iar monarhul domnea în Uniune ca „Rege al Africii de Sud”, nu ca „Rege al Regatului Unit”. Monarhul era reprezentat în Africa de Sud de „Guvernatorul General al Uniunii Africii de Sud”. Puterea efectivă era exercitată de „Primul ministru al Africii de Sud”. Louis Botha, un fost general bur, a fost primul premier al Uniunii. El a condus o coaliție a afrikanerilor și a comunităților anglofone albe.
Punerea sub acuzație în cadrul tribunalelor se făcea în numele coroanei iar membrii guvernului funcționau în numele aceleiași coroane.
De-a lungul timpului, statutul monarhului Uniunii a fost modificat de mai multe ori, Elisabeta a II-a a Regatului Unit fiind ultima regină a Africii de Sud.

### Limbi oficiale în Uniune
Un articol cu statut special din Constituția Africii de Sud, limbile oficiale din Uniune erau engleză și neerlandeză, dar sensul limbii neerlandeze a fost schimbat prin Legea privind limbile oficiale a Uniunii din 1925 pentru a include atât neerlandeză cât și afrikaans.

### Proclamarea republicii și moștenirea Uniunii
După referendumul de pe 5 octombrie 1960, în timpul căruia electoratul alb a fost chemat să voteze în favoarea sau împotriva republicii, Uniunea a fost transformată în Republica Africii de Sud pe 31 mai 1961 și a părăsit Commonwealthului ca răspuns la neacceptarea de către această organizație internațională a politicii de apartheid. Ca urmare, Parlamentul Africii de Sud a adoptat o Constituție care o înlocuia legea fundamentală din 1909. Caracteristicile Uniunii au fost preluate de republică cu doar câteva modificări.